# 11970 Palitzsch
11970 Palitzsch este un asteroid din centura principală, descoperit pe 4 octombrie 1994, de Piero Sicoli și Pierangelo Ghezzi.